# Малоперекопное
Малоперекопное — село в Балаковском районе Саратовской области, в составе сельского поселения Быково-Отрогское муниципальное образование.
Население — 604 (2010).

## Физико-географическая характеристика
Село находится в Заволжье, на правом берегу реки Большой Иргиз, на высоте около 25 метров над уровнем моря. Почвы — чернозёмы южные, в пойме Иргиза — пойменные нейтральные и слабокислые.
Село расположено примерно в 31 км по прямой в восточном направлении от районного центра города Балаково. По автомобильным дорогам расстояние до районного центра составляет 40 км, от города Пугачёв 35 км, до областного центра города Саратов — 192 км, до Самары — 231 км.
Климат
Климат умеренный континентальный (согласно классификации климатов Кёппена — Dfa). Многолетняя норма осадков — 464 мм. Наибольшее количество осадков выпадает в июне (50 мм), наименьшее в марте — 26 мм. Среднегодовая температура положительная и составляет + 5,8 °С, средняя температура самого холодного месяца января −11,5 °С, самого жаркого месяца июля +22,4 °С.

## История
Согласно Ревизской сказке 1795 года, Малое Перекопное (Средний Овраг тож) числилась новопоселенной деревней. Переселенцы в новопоселенную деревню Малое Перекопное (Средний Овраг тож) стали ясачные крестьяне из Саратовского наместничества, Петровской округи, сёл Дубровки, Норки и деревни Пылковой. Вторая часть переселенцев была из экономических крестьян Симбирского наместничества, Сызранской округи, села Студенцы. В 1833 году была построена каменная православная церковь. В 1843 года было открыто сельское училище. Согласно Списку населённых мест Российской империи по сведениям за 1859 год в казённое селе Малоперекопное (Студенец, Ветлянка), относившемся к Николаевскому уезду Самарской губернии, насчитывалось 186 дворов, проживали 889 мужчин и 941 женщина. Село располагалось на расстоянии 36,5 вёрст от уездного города по почтовому тракту из Николаевска в город Волгск Саратовской губернии.
После крестьянской реформы Малоперекопное стало волостным селом Мало-Перекопновской волости. Согласно населённых мест Самарской губернии по сведениям за 1889 год в селе проживали 2888 жителей (мордва и русские православного и раскольнического вероисповедания), насчитывалось 425 дворов, имелись волостное правление (позднее перенесено в Сухой Отрог), церковь, земская школа, проводились 2 ярмарки, работала водяная мельница, 9 ветряных мельниц, по вторникам базар. Земельный надел составлял 9494 десятины удобной и 1087 десятин неудобной земли. Согласно переписи 1897 года в селе проживали 2610 человек, православных — 2495.
Согласно Списку населённых мест Самарской губернии 1910 года село населяли бывшие государственные крестьяне, преимущественно русские и мордва, православные и старообрядцы (беспоповцы), 1418 мужчин и 1429 женщин, в селе имелись церковь, земская и церковно-приходская школы, проводились 2 ярмарки, работала водяная мельница.
В середине февраля 1918 года вспыхнул антибольшевистский мятеж. Мятеж был подавлен Сулакским отрядом красных. В годы гражданской войны многие мужчины пополнили ряды Чапаевской дивизии. В 1921 году в селе была организована сельскохозяйственная артель «Знамя Труда». В 1923 году село было включено в состав Сухо-Отрогской волости Пугачёвского уезда. В 1926 году в селе насчитывалось 436 дворов и 2221 житель, работал больничный пункт, вместо закрытых в 1918 году земской и приходской школ действовала начальная, ставшая в 1938 году семилетней. В годы коллективизации были созданы колхозы имени XVI партсъезда и имени Ф. К. Потапова.
С 1935 по 1958 год село относилось к Чапаевскому району Саратовской области. В составе Балаковского района — с 1958 года.
На фронтах Великой Отечественной войны погибли 177 жителей села. В 1977 году местная школа переехала в новое типовое двухэтажное здание. В 1987 году школа получила статус средней.

## Население
Динамика численности населения по годам:
| Годы      | 1838 | 1859 | 1889 | 1897 | 1910 | 1926 | 2002 |
| --------- | ---- | ---- | ---- | ---- | ---- | ---- | ---- |
| Население | 1566 | 1830 | 2888 | 2610 | 2827 | 2221 | 699  |

| 2002 | 2010 |
| ---- | ---- |
| 699  | ↘604 |

Национальный состав
Согласно результатам переписи 2002 года русские составляли 87 % населения села.

## Достопримечательность
В селе Малоперекопное в 1833 году была возведена церковь Святой Живоначальной Троицы. Здание церкви каменное с каменной же колокольней. К 1897 году храм был перестроен с целью расширения, была возведена новая колокольня. В 1935 году храм был закрыт. С 1997 по 2010 происходила реконструкция и восстановление церкви.